# Sétima Batalha do Isonzo
A Sétima Batalha do Isonzo foi um grande combate travado entre o Reino de Itália e o Império Austro-Húngaro, no contexto do fronte italiano na Primeira Guerra Mundial, entre 14 e 18 de setembro de 1916.

## A batalha
A sétima batalha do rio Isonzo foi, na verdade, uma curta batalha travada entre 14 e 17 de setembro de 1916. Foi marcado por uma mudança de foco na mentalidade do marechal italiano Luigi Cadorna, comandante do exército italiano. Ele passou a focar boa parte das suas surtidas ao longo do rio Isonzo em regiões específicas, focando em poucas áreas de uma só vez. Os italianos tentaram avançar a partir de suas posições na cidade de Gorizia, focando na região sudeste, em uma área hoje denominada de Miren-Kostanjevica, no Planalto de Cársico.
Contudo, apesar da concentração de recursos e vasto uso de artilharia, os italianos não conseguiram capitalizar nos seus sucessos na batalha anterior. Apesar dele ser mais cauteloso em expor seus homens a riscos desnecessários, as forças do marechal Cadorna sofreram pesadas baixas. Após três dias de repetidos ataques, os italianos decidiram cancelar a ofensiva em 18 de setembro de 1916.
Ainda assim, Cadorna insistiu em tentar avançar além do rio Soča (Isonzo). Os italianos queriam manter os austro-húngaros sob pressão, drenando os seus recursos. Franz Conrad von Hötzendorf, o comandante austríaco, sabia que se não recebesse ajuda dos seus aliados alemães, ele não conseguiria segurar a posição por muito tempo.
A oitava batalha no rio Isonzo aconteceu logo em seguida, começando a 10 de outubro de 1916, e foi igualmente sangrenta.